# Moscow Airplay Chart
Moscow Airplay Chart es la lista oficial de las listas musicales en Rusia, teniendo en cuenta más de 25 estaciones de radio de Moscú. La lista es recopilada por la empresa distribuidora "Tophit.ru", que distribuye nuevas canciones, que es utilizado por más de 400 estaciones de radio de Rusia, la CEI y los miembros de los países bálticos.
La "Tophit.ru" también recopila las listas de Russian Airplay Chart, Kiiv Airplay Chart, St. Petersburg Airplay Chart y algunas listas musicales especiales.